# 碘化锡
碘化锡，又称四碘化锡，是一种无机化合物，化学式 SnI4。这种四面体构型的分子会形成一种亮橙色晶体，可溶于非极性溶液，如苯。
这种化合物一般是由碘和锡直接化合而成:
Sn  +  2 I2  →   SnI4
碘化锡在水中水解。在氢碘酸里，碘化锡会与氢碘酸反应，生成罕见的六碘锡酸根:
SnI4  +  2 I−  →   [SnI6]2−